# Charles Champlain Townsend
Charles Champlain Townsend (* 24. November 1841 in Pittsburgh, Pennsylvania; † 10. Juli 1910 in New Brighton, Pennsylvania) war ein US-amerikanischer Politiker. Zwischen 1889 und 1891 vertrat er den Bundesstaat Pennsylvania im US-Repräsentantenhaus.

## Werdegang
Charles Townsend besuchte die öffentlichen Schulen seiner Heimat und studierte danach an der Western University of Pennsylvania, der heutigen University of Pittsburgh. Danach stellte er Drahtnieten und Nägel her. Während des Bürgerkrieges diente er zwei Jahre lang im Heer der Union. Politisch wurde er Mitglied der Republikanischen Partei. Bei den Kongresswahlen des Jahres 1888 wurde er im 25. Wahlbezirk von Pennsylvania in das US-Repräsentantenhaus in Washington, D.C. gewählt, wo er am 4. März 1889 die Nachfolge von James Thompson Maffett antrat.
Da Townsend im Jahr 1890 auf eine weitere Kandidatur verzichtete, konnte er bis zum 3. März 1891 nur eine Legislaturperiode im Kongress absolvieren. Nach dem Ende seiner Zeit im US-Repräsentantenhaus nahm er seine frühere Tätigkeit wieder auf. Er starb am 10. Juli 1910 in New Brighton, wo er auch beigesetzt wurde.